# C-Bogen (Röntgengerät)

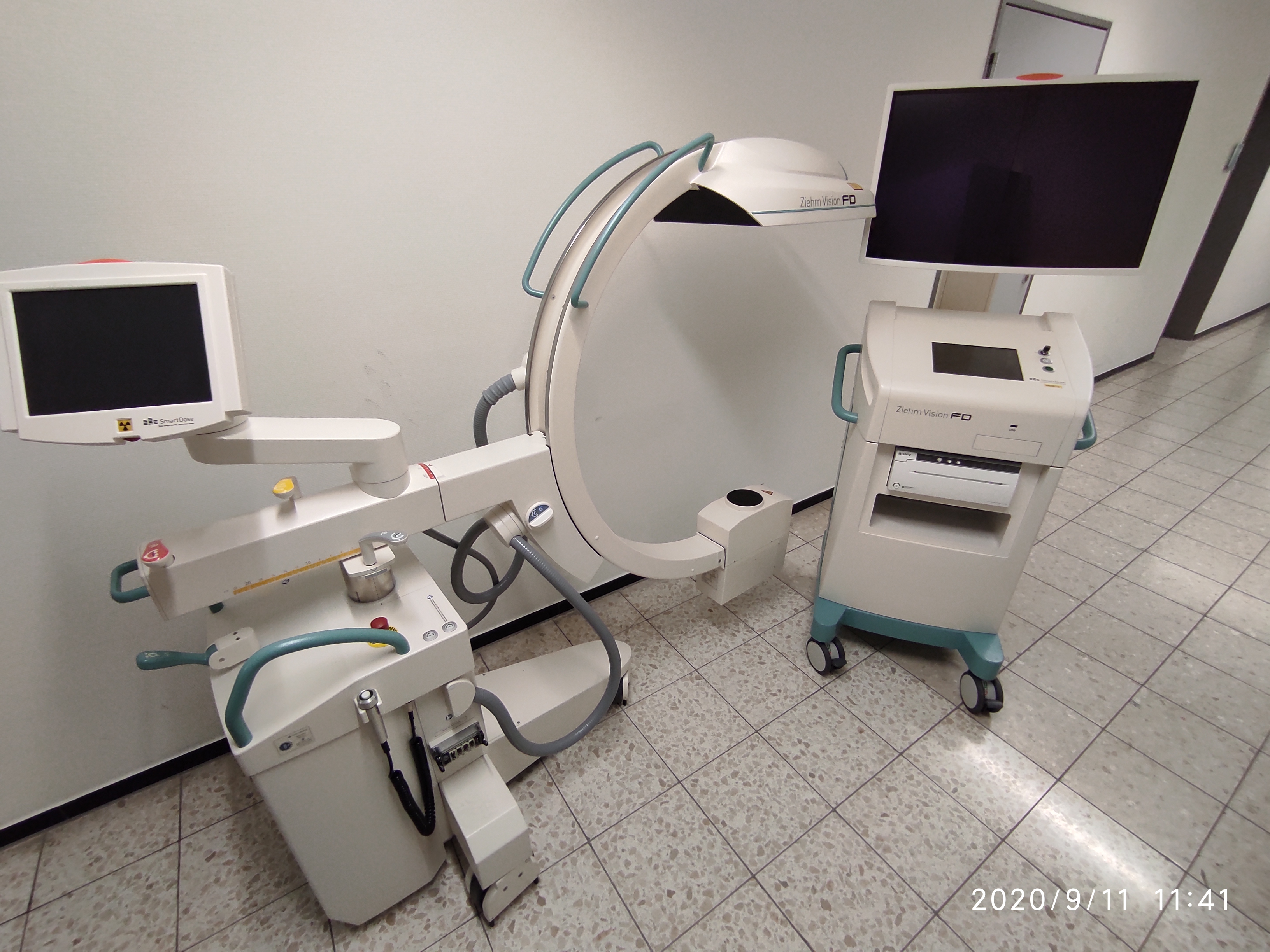
Ein C-Bogen der Firma Ziehm Imaging mit Flachdetektor und Monitorwagen; Baujahr 2020

Der medizinische C-Bogen ist ein von Hugo Rost im Jahr 1954 entwickeltes Medizinprodukt zur Bildgebung. Charakteristisch für den medizinischen C-Bogen ist der C-förmige Aufbau, die Verbindung von Röntgenstrahler und Bildempfänger, bei welcher die Position über zwei translatorische Freiheitsgrade (horizontal, vertikal) und zwei rotatorische Freiheitsgrade (orbitale Rotation, Schwenkung) eingestellt und so der Patient aus fast jedem Winkel untersucht werden kann, ohne ihn maßgeblich zu bewegen.

## Geschichte

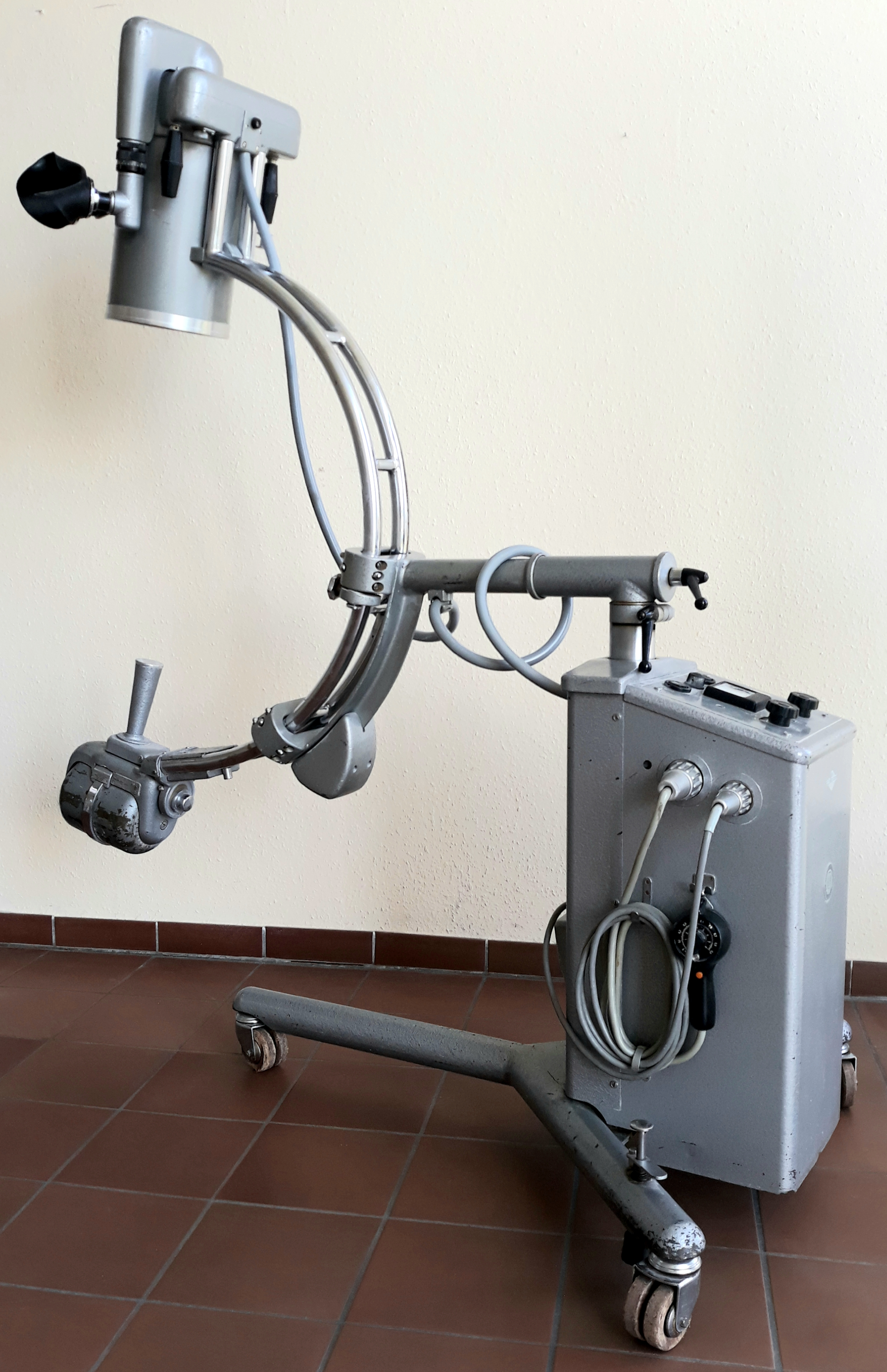
Der erste C-Bogen von Hugo Rost

Der C-Bogen brachte entscheidende Vorteile, wenn es um intraoperative Bildgebung ging. Vor ihm gab es lediglich die konventionelle Fluoroskopie und die Angiografie zur Bildgebung z. B. während einer Operation. Bei beiden musste hierzu allerdings zunächst der Patient zum Gerät transportiert werden, was weitere Strapazen und Wartezeiten für den Patienten und steigende Kosten für das Krankenhaus oder die Praxis bedeutete. Erst der mobile C-Bogen löste das Problem der Immobilität und barg die Option das Gerät bei Bedarf zum Patienten zu bewegen.
Als Erfinder des medizinischen C-Bogens gilt Hugo Rost, welcher gemeinsam im Arbeitskreis mit Lothar Diethelm 1954 den ersten C-Bogen entwickelt hat. Nach seiner Einführung 1955 wurde der C-Bogen zunächst zur Röntgendiagnostik genutzt und ermöglichte der Medizin neue Herangehensweisen für die Operationsplanung.
Ein weiterer Meilenstein kam mit der Einführung von kompakten Hochfrequenzgeneratoren. Mit diesen ließ sich ein Teil des Generators und die Röntgenröhre des C-Bogens in einem gemeinsamen Gehäuse unterbringen.
Die aufkommende Digitalisierung in der Medizin brachte für den C-Bogen Mitte der 1980er viele Vorteile. Allein die Möglichkeit Röntgenaufnahmen auf einem Computer zu speichern und jederzeit erneut aufrufen zu können, war eine enorme Erleichterung für das medizinische Personal. Hinzu kam, dass die Digitalisierung Startschuss für Bildverarbeitungsprogramme, wie zum Beispiel der Rauschreduktion zur Verbesserung der Aufnahmequalität und der später folgenden digitalen Subtraktionsangiographie zur verbesserten Darstellung von Gefäßen, gewesen ist.

## Anwendungsbereich

### Projektionsbildgebung
Seit der Einführung 1955 wurde der C-Bogen kontinuierlich weiterentwickelt, wodurch der C-Bogen in medizinische Fachbereiche wie Chirurgie, Orthopädie, Traumatologie, Gefäßchirurgie und Kardiologie vorgedrungen ist.
Der C-Bogen eignet sich vor allem zur intraoperativen Bildgebung. Hier kann in Echtzeit jeder Operationsschritt kontrolliert werden, sodass notfalls eine Revision vorgenommen und eine mögliche Folgeoperation erspart, Behandlungsergebnisse verbessert und die Genesung beschleunigt werden kann.
Ein weiterer Anwendungsbereich findet sich in der Gefäßchirurgie. Dort wird der C-Bogen genutzt, um Weichteil- und Knochenstrukturen detailliert darzustellen. So eignet sich der C-Bogen zur Unterstützung von Biopsien und Punktionen, Tumorembolisation und -ablation und Drainage-Prozeduren.

### 3D Bildgebung
C-Bögen eignen sich nicht nur für die Projektionsbildgebung, sondern können auch zur Aufnahme und Rekonstruktion dreidimensionaler Datensätze eingesetzt werden. Voraussetzung ist hier in der Regel, dass sie motorisiert um ein Isozentrum bewegt werden können. Außerdem ist der Einsatz eines Flachdetektors nötig, da sich Bildverstärkerröhren aufgrund ihrer Verzeichnung und nichtlinearer Eigenschaften nur unzureichend für die 3D-Rekonstruktion eignen.
Mobile C-Bögen mit 3D Funktionalität kommen dabei hauptsächlich in der Chirurgie und Orthopädie zum Einsatz. Ein häufiger Anwendungsbereich ist bei der Wirbelsäulenchirurgie die 3D Bildgebung zur Platzierung von Pedikelschrauben zur Spondylodese.

### Weitere Anwendungsbereiche

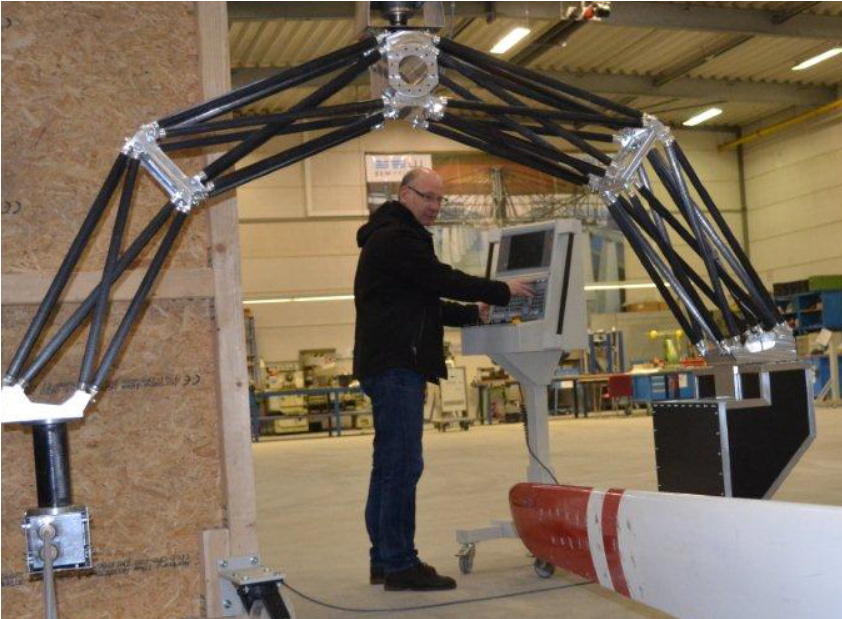
Industrieller C-Bogen (Ro-Wi-X)

Der Einsatz des C-Bogens beschränkt sich nicht nur auf die Humanmedizin. Anwendung findet er ebenfalls in der Veterinärmedizin und der Industrie. In der Veterinärmedizin wird er bei intraoperativen und minimalinvasiven Eingriffen zur Gewinnung von Informationen während der Operation genutzt. In der Industrie wird der C-Bogen in Verbindung mit laminographischen Verfahren auch zur 3D-Bildgebung bei Analyse von sehr großen Prüf-Werkstücken z. B. Blades in der Windenergietechnik verwendet.